# Harry Geraerts
Harry Geraerts (* 22. August 1945 in Utrecht) ist ein niederländischer Sänger der Stimmlage Tenor. Sein Repertoire umfasst die großen Oratorien, Barockopern, Ensemblemusik und Liedgesang, insbesondere im Bereich der Renaissance und des Barock.

## Leben
Geraerts besuchte die Schule in Utrecht und sang im Knabenchor des Utrechter Doms. Im Jahr 1972 wurde er der erste Privatstudent von Max van Egmond in Amsterdam, da es zu der Zeit noch keine Studiengänge für Alte Musik mit Hauptfach Gesang gab. Ende der 1970er und Anfang der 1980er Jahre war er Mitglied in dem Barockensemble „De Egelentier“. Etwa drei Jahrzehnte trat er auf den großen Festivals für Alte Musik auf. An der University of Michigan in den USA hielt er regelmäßig Meisterkurse.
Geraerts genießt internationales Ansehen und ist in fast allen Ländern Europas aufgetreten, zudem in den USA und Israel. Im Bereich der Alten Musik ist er als Sänger in Barockopern, Oratorien und in der Ensemblemusik aufgetreten. Als Liedsänger hat er die Winterreise von Franz Schubert mit Ludger Rémy am Hammerflügel eingespielt.
Zu seinen zahlreichen Rundfunkaufnahmen und Einspielungen zählen bedeutende Werke von Johann Sebastian Bach wie einige seiner Kantaten und die Johannes-Passion und die Matthäus-Passion mit Johan van der Meer. Geschätzt wird seine klare Stimme „ohne Vokalausgleich und ohne Vibrato, also immer messerscharf auf den Ton“, und seine lebendige Deklamation, die stark von der musikalischen Rhetorik des Barock geprägt ist. Konrad Klek lobt Geraerts als Oratoriensänger der großen Vokalwerke Bachs: „Solch deutsche Sprachmächtigkeit habe ich bei keinem deutschen Sänger erlebt.“
Als Sänger arbeitete er mit bekannten europäischen Ensembles zusammen wie der Groningse Bachvereniging, Fiori musicali, Musicalischen Compagney, dem Ensemble Weser-Renaissance Bremen, Leonhardt-Consort oder dem Alsfelder Vokalensemble.
Im Jahr 2003 übersiedelte er von seiner Heimatstadt Utrecht nach Südfrankreich, wo er in Castelnau-Barbarens bei Auch das verfallene Schloss St.-Guiraud restaurieren ließ. In der Kathedrale von Auch gab er mit dem Titularorganisten Anton Stiller an der dortigen Barockorgel von 1694 und dem Vokalensemble Capella Auscitensis etliche Konzerte.

## Diskografie
- Heinrich Schütz: Symphoniae sacrae. Eigenproduktion 6810 167, 1972 (mit Groningse Bachvereniging, Berliner Ensemble für Alte Musik, Johan van der Meer).
- Johann Sebastian Bach: Matthäus-Passion (Auszüge). 1973 (mit Solisten des Tölzer Knabenchors, René Jacobs, Marius van Altena, Michiel ten Houte de Lange, Max van Egmond, Harry van der Kamp, Frits van Erven Dorens, Groningse Bachvereniging, Leonhardt-Consort, Alarius Ensemble, musica da camera).
- Johann Sebastian Bach: Kreuzstab Cantata, BWV 56 / Ich habe genug, BWV 82. Philips 6575 093 [61], 1977 (mit Max van Egmond, Baroque Orchestra, Frans Brüggen).
- Johann Sebastian Bach: Johannes-Passion. 1979 (mit Marjanne Kweksilber, Charles Brett, Marius van Altena, Max van Egmond, Harry van der Kamp, Groningse Bachvereniging, Fiori musicali).
- Gilles Binchois: Chansons. Alpha Brussels MBM 40, 1979 (mit Ensemble Kaproen).
- Heinrich Schütz: Symphoniæ Sacræ I (Venedig 1629). Arion 38604, 1980 (mit Musicalische Compagney).
- Aus den Tagebüchern des Orlando di Lasso. Musique En Wallonie MW 84524, 1982 (mit Ensemble Dialogo Musicale, Hans Ludwig Hirsch).
- Henry Desmarest: Deux grands motets lorrains. Erato STU 71511 REC 350, 1983 (mit Barbara Schlick, Mieke van der Sluis, Harry van der Kamp, Fiori musicali).
- Heinrich Schütz / Johann Seb. Bach: Musikalische Exequien / Gottes Zeit ist die allerbeste Zeit. Teldec 66.23335-0, 1983 (mit Staats- und Domchor Berlin, Christian Grube)
- Heinrich Schütz und Giovanni Gabrieli: Psalmen, Concerti und Motetten. Musikproduktion Ambitus amb 97843, 1985 (mit Musicalische Compagney).
- Heinrich Schütz: Weihnachtshistorie. MD+G L 3229, 1986 (mit Musicalische Compagney).
- Heinrich Schütz: Liebe und Klage. Hochzeits-Concerti, Dialoge und Hohe-Lied-Kompositionen. MD+G L 3230, 1986 (mit Musicalische Compagney).
- Vincent Lübeck: Sämtliche Kantaten.  Motette CD 50181, 1986 (mit David Cordier, Graham Pushee, Harry van der Kamp, New College Choir Oxford).
- François Couperin: Mis voor orgel, „Messe propre pour les couvents de religieux et de religieuses“. 1990 (mit Pierre-Yves Asselin).
- Franz Schubert: Die Winterreise. MD+G L 3391, 1991 (mit Ludger Rémy).
- Palestrina/Bach: Missa sine nomine. EMI CDC 7544552, 1991 (mit Concerto Palatino).
- Orlando di Lasso: Deutsche Lieder. Ambitius, 1991 (mit Musica Canterey Bamberg, Gerhard Weinzierl).
- The Apocryphal Bach Cantatas BWV 217–222. CPO 999 139-2, 1992 (mit Alsfelder Vokalensemble, Wolfgang Helbich).
- Nordniederländische Orgelkunst. Coronata, COR 1217, 1992 (mit Stef Tuinstra).
- Orlando di Lasso: Musik am Hofe Bamberger Fürst Bischöfe I. Ambitus amb 97895, 1992 (mit Musica Canterey Bamberg, Gerhard Weinzierl).
- Johann Sebastian Bach: Kaffeekantate BWV 211 / Bauernkantate BWV 212. Discodom DSD 0094.2, 1993 (mit Monika Frimmer, Peter Kooy, De Nederlandse Cantorij).
- Heinrich Scheidemann: Sämtliche Orgelmotetten. Orlando di Lasso, Hans Leo Haßler. Ambitus amb 97946, 1995 (mit Musicalische Compagney, Klaus Eichhorn).
- Johann Rosenmüller: Venezianische Vespermusik. Ambitus, Amb 97949, 1995 (mit Musicalische Compagney).
- Gabrieli Tedesco. Das Spätwerk Giovanni Gabrielis aus deutschen Quellen. CPO 99 454-2, 1996 (mit Musicalische Compagney).
- Jacob Praetorius: Motets & Organ Works. CPO 999215-2, 1996 (mit Weser-Renaissance, Harald Vogel).
- Iacobus Regnart: Stabat Mater. CPO 999 507-2, 1996 (mit Weser-Renaissance).
- Friedens-Seufftzer Und Jubel-Geschrey / Music For The Peace Of Westphalia 1648. CPO 999 571-2, 1997 (mit Weser-Renaissance).
- Heinrich Schütz: Geistliche Chormusik 1648. Capriccio 10858/59; Bayerischer Rundfunk LC 87484, 1998 (mit Musicalische Compagney und Tölzer Knabenchor)
- In Terra Pax. Fest-Concerte zum Westfälischen Frieden. Ambitus, amb 97 920, 1998 (mit Musicalische Conmpagney).
- Ludwig Senfl: Deutsche Lieder / Carmina. CPO, 1999 (mit Weser-Renaissance).
- Hans Leo Hassler: Motets and Organ Works. CPO 999 723-2, 2000 (mit Weser-Renaissance).
- Lieder/lustick zu syngen/zu fleiten und schwegelen. Cornetto, 2000 (mit Columna Sonans).
- Festive Hanseatic Music. CPO 999 782-2, 2000 (mit Weser-Renaissance).
- Gabrieli Superiore. Motetten und Canzonen von Giovanni Gabrieli. Querstand VKJK 0019, 2001 (mit Musicalische Compagney).
- Orlando di Lasso: Bußpsalmen Nr. 1–3. Capriccio 67018, 2003 (mit Tölzer Knabenchor).
- Orlando di Lasso. Bußpsalmen Nr. 4–7. Capriccio 67130; Bayerischer Rundfunk, LC 67130, 2004 (mit Tölzer Knabenchor).
- Johann Sebastian Bach: Stil'Antico-Motetten à 4. Rondeau-LC 06690, 2008 (mit Musicalische Compagney).